# Десислава Чардаклиева
Десислава Чардаклиева е българска куклена и озвучаваща актриса.

## Биография
Родена е на 24 март 1980 г.
През 2002 г. е завършила НАТФИЗ „Кръстю Сарафов“ със специалност „Актьорско майсторство за куклен театър“ в класа на проф. Румен Рачев.
Първоначално е играла в Драматично-кукления театър „Димитър Димов“ в Кърджали, където играе в „Български народни приказки и песни“, „Съкровището на Силвестър“, „Къде отиваш конче?“, „История с Мечо, патоци и Лиса“, „Пук“, „Няколко часа до Коледа“ и „Театрална изложба“.
Чардаклиева е част от трупата на кукления театър в Благоевград, където играе в представленията „Рибарят и златната рибка“, „Халифът Щърк“, „Приказните разказвачи“, „Пепеляшка“, „Таласъмът Тропалан“, „Червената шапчица“, „Детективите на Дядо Коледа“, „Дядо Коледа, къде си?“, „Принцесата и граховото зърно“, „За една обикновена шапчица червена“, „Трите прасенца“, „Бременските музиканти“, „Златка – златното момиче“, „Малката самовила“ и „Снежната кралица“.
През 2011 г. играе в кукления спектакъл за възрастни „Деволюция“ на Театър Ателие 313, където си партнира с Тодор Нисторов, Димитър Тодоров и Милена Миланова под режисурата на доц. Петър Пашов. От същата година се занимава с нахсинхронен дублаж на филми и сериали, записани в дублажните студия „Александра Аудио“, „Доли Медия Студио“ и „Про Филмс“.

## Други дейности
Чардаклиева е асистентка на професор Румен Рачев и доцент Боряна Георгиева в НАТФИЗ.

## Участия в театъра
Общински куклен театър – гр. Благоевград
1. „Рибарят и златната рибка“ от Александър Пушкин[5][6]
2. „Халифът Щърк“, по едноименната приказка на Вилхелм Хауф (арабска приказка – режисьор Дарко Ковачовски[7][8][9][10]
3. „Приказните разказвачи“ от Ана Попин – постановка Borvels[11][12]
4. „Пепеляшка“ по Шарл Перо – режисьор Съби Събев[13][14]
5. „Таласъмът Тропалан“ от Янко Митев – режисьор Даниела Христова[15][16]
6. „Червената шапчица“ от Братя Грим – режисьор Петър Пашов[17]
7. 2014 – „Детективите на Дядо Коледа“ – режисьор Магдалена Митева[18][19]
8. 2015 – „Дядо Коледа, къде си?“, по приказката на Лиман Франк Баум – режисьор Даниела Христова[20][21]
9. „Принцесата и граховото зърно“ по Ханс Кристиан Андерсен – режисьор Тодор Вълов[22][23]
10. „За една обикновена шапчица червена“ по Шарл Перо – постановка проф. Боньо Лунгов[24][25][26]
11. „Трите прасенца“ (английска народна приказка) – режисьор Галина Савова[27][28]
12. „Бременските музиканти“ по Братя Грим – драматизация и режисура Яна Борисова[29][30]
13. „Златка, златното момиче“ – сценарий и постановка Тодор Вълов[31][32]
14. „Малката самовила“ – режисьор Албена Георгиева[33][34]
15. „Снежната кралица“ по Ханс Кристиан Андерсен – режисьор Тодор Вълов[35][36]

Театър Ателие 313
- 2011 – „Деволюция“ – реж. Петър Пашов[37][38][39][40]

Държавен куклен театър – Габрово
- „Маша и мечокът“ – режисьор Теодора Попова[41]

## Роли в дублажа
Анимационни сериали
- „Евър Афтър Хай“ – Фейбел Торн[42]
- „ЛолиРок“
- „Пен Зироу: Почасов герой“, 2017

Игрални сериали
- „Вълча кръв“
- „Крале по неволя“ – Макейла, 2012
- „Русалките от Мако“, 2014

Анимационни филми
- „Малки титани: В готовност! Филмът“ – Джейд Уилсън (Кристен Бел), 2018
- „Наследниците: Кралска сватба“ – Мал
- „Ой, къде изчезна Ной!“ – Лия, 2015
- „Ой, къде изчезна Ной! 2“ – Лия, 2022[43]
- „Отвътре навън“ – Отврат, 2015
- „Свободни птици“ – Джени, 2013
- „Скуби-Ду и Чудовището от Мексико“, 2012
- „Хотел Трансилвания 2“ – Други гласове, 2015

Игрални филми
- „Ледена принцеса“, 2011
- „Лешникотрошачката и четирите кралства“ – Фея Драже, 2018
- „Лоши момчета“ (дублаж на bTV), 2011 – войсоувър
- „Пепеляшка“ – Дризела, 2015
- „Покемон: Детектив Пикачу“ – доктор Ан Лаурент (Рита Ора), 2019
- „Наследниците“ – Мал (Дав Камерън), 2015
- „Наследниците 2“ – Мал (Дав Камерън), 2017
- „Наследниците 3“ – Мал (Дав Камерън), 2019